# Волчица (телесериал)
«Волчи́ца» (исп. La Chacala) — мексиканский 90-серийный мистический телесериал с элементами фильма ужасов 1997 года производства киностудии TV Azteca.

## Содержание
В отдалённой деревни жила-была влюблённая пара — Хавьер и Делия, которые готовились к пополнению в семье. Несмотря на любовь и преданность супруга Хавьера, Делия с раннего детства предчувствует беду и чувствует себя неловко. Однажды Хавьер отправляется на охоту, дабы убить оленя, но случайно стреляет в Симона, сына местной колдуньи Доминги. Хавьер закапывает труп погибшего в землю. Дух Симона приходит к его матери — ведьме Доминге — и рассказывает ей о убийстве. Доминга находит закопанный труп Симона, является в деревню к Хавьеру и проклинает весь их род — сказав, что у Делии родятся сёстры-близняшки и одна будет воплощением добра, а вторая — воплощением зла. Кто родится под воплощением зла — и будет таинственной волчицей. И вот сроки родов наступают — Делия рождает сначала красивую девушку Ильду, а затем страшную девушку Лилиану. При рождении первого ребёнка у Делии была на глазах улыбка, а при рождении её близняшки — на глазах выступили слёзы, за которыми последовало обильное кровотечение и смерть самой роженицы Делии. Когда Хавьер пытался перед смертью поцеловать свою супругу Делию, тогда она перевоплотилась в ведьму Домингу, которая прокляла двоих родившихся девочек-близняшек. Предсказание Доминги сбылось, Лилиана — и есть та самая Волчица, дьявол во плоти.
Годы шли, девочки-близняшки стали взрослыми: Ильда успешно вышла замуж и стала врачом, Лилиана никого себе не нашла и живёт на ферме с отцом. Однажды Лилиана и Ильда встречаются вместе, чтобы быть неразлучными на всю жизнь, однако Лилиана мучила свою сестру страшными предсказаниями, надев маску оборотня и выпив кровь у Ильды. Ильда после той встречи попала в психиатрическую лечебницу, где ей снился облик Лилианы — волчицы. Под конец истории Лилиана вновь встречается с Ильдой и продолжает её мучить, но в ответ Ильда заставляет насильно посмотреть Лилиану вправо, где образ Бога, но не смотреть влево — где стоит живая Доминга и образ её сына Симона. Лилиана посмотрела в сторону Бога и приняла его, когда Господь запустил огонь в сторону Сатаны. Доминга страшно сгорает в адском пламени, а Лилиана и Ильда стали похожи друг на друга. Когда кошмар кончился, ночью к Хавьеру является Делия и забирает его с собой — Хавьер умирает во сне.

## Создатели сериала

### Исполнители ролей
- Кристиан Бах — Делия Альмада / Ильда Альмада / Лилиана Альмада — «Волчица» (Лилиана — ДЬЯВОЛ)
- Хорхе Риверо — Хавьер Альмадо
- Рафаэль Санчес Наварро — Хоакин
- Хосе Алонсо — Падре Исайяс
- Мигель Анхель Феррис — Густаво
- Роберто Бландон — Давид
- Анна Чокетти — Марина
- Лина Сантос — Бренда
- Энрике Нови — Альфредо
- Венди де лос Кобос — Габриэла
- Анхелика Арагон — таинственная незнакомка
- Ирма Инфанте — Кристина
- Клаудин Соса — Худит
- Ана Лаура Эспиноса — Ховита
- Эдгардо Элиэсер — Симон (ДЬЯВОЛ)
- Хулия Маришаль — Доминга (ДЬЯВОЛ)
- Анхелина Крус — Тельма
- Грасиэла Ороско — Эдувихес
- Консуэло Дуваль — эпизод
- Рехина Торне — Консуэло Альмадо (родная сестра Хавьера Альмадо)
- Тоньо Вальдес — Кике
- Фернандо Чангеротти — Исмаэль
- Родольфо Ариас — эпизод
- Хосе Гонсалес Маркес — Обиспо
- Маура Рохас — Йоланда
- Дебора Риос — медсестра
- Херардо Сурита — эпизод
- Фидель Гаррига — эпизод

### Административная группа
Сценарий:
- оригинальный текст — Эрик Вонн
- телевизионная версия — Карлос Диес, Анхелика Санчес

Режиссура:
- режиссёр-постановщик — Хуан Карлос Муньос

Операторская работа:
- операторы-постановщики — Серхио Тревиньо, Хесус Райя Лара, Мануэль Руис Эспарса, Фернандо Чакон

Музыка:
- композитор — Федерико Чавес Бланко
- вокальные партии — Моника Родригес

¨
Художественная часть:
- художник-постановщик — Рауль Леаль
- художники по костюмам — Лаура Симони, Лорена Перес
- фотодизайнер — Эктор де Анда
- гримёр — Хавьер де ла Роса

Администраторы:
- генеральные продюсеры: Элиса Салинас, Хуан Давид Бёрнс, Умберто Сурита, Кристиан Бах (актриса).

## Дубляж сериала на русский язык
- На русский язык сериал дублирован телекомпанией ТВЦ в 2001 году.

## Восприятие
Эквадорская газета El Telégrafo двояко включила сериал в свой обзор мексиканских мистических сериалов. При этом она двояко оценила его: с одной стороны была оценена мистическая составляющая сюжета и игра Кристианы Бах, но отмечалось слишком медленное развитие сюжета в начале сериала.